# حق الملكية

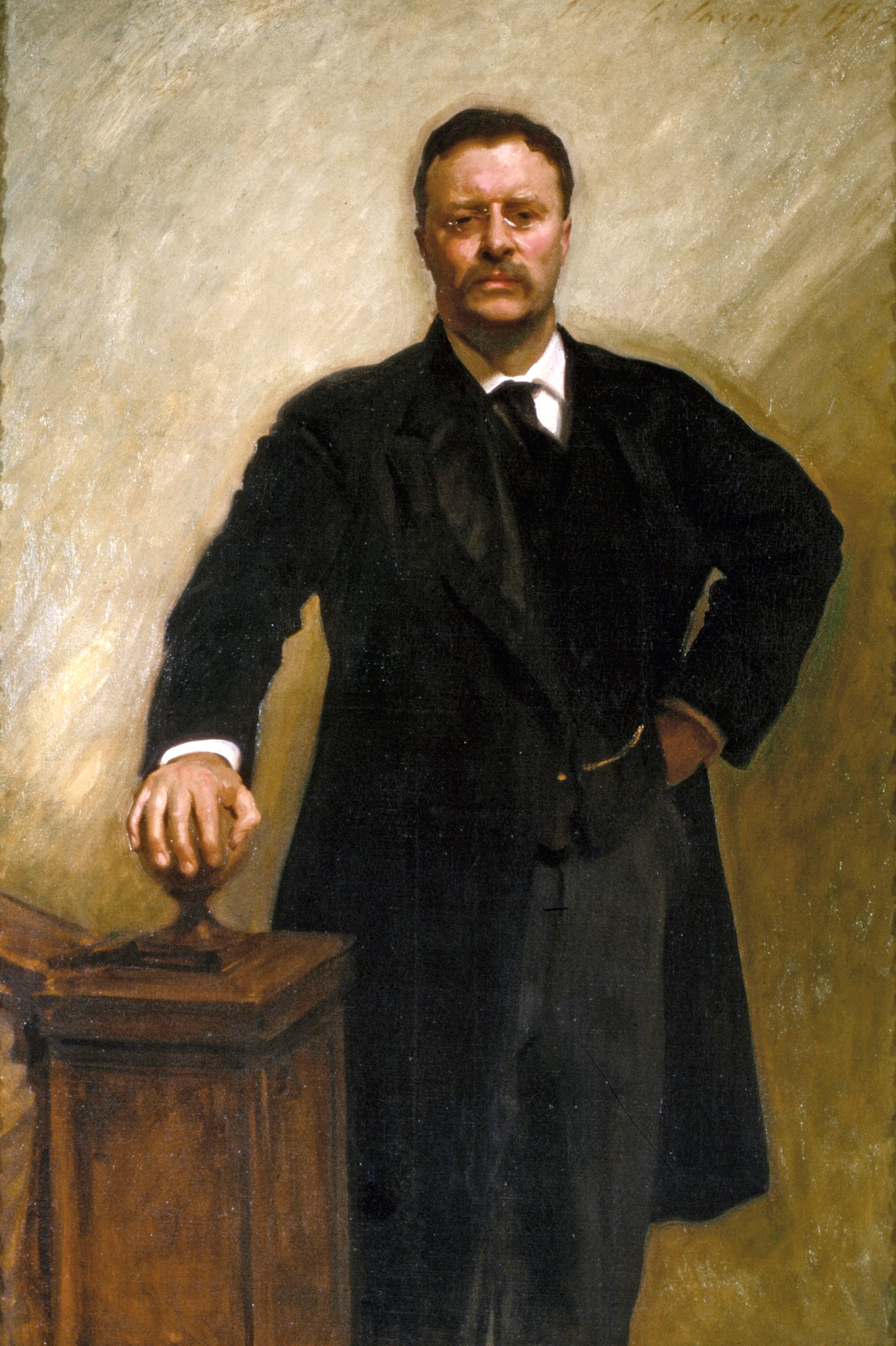

يُصنف حق الملكية كحق إنساني للأشخاص الطبيعيين فيما يتعلق بممتلكاتهم. ونادراً ما يعترف عموماً بالحق في الملكية الخاصة، وهو عادة ما يكون مقيدا إلى حد كبير من حيث امتلاك الممتلكات للأشخاص الاعتباريين (أي الشركات) وحيث يستخدم للإنتاج بدلا من الاستهلاك. والحق في الملكية معترف به في المادة 17 من الإعلان العالمي لحقوق الإنسان ولكنه غير معترف به في العهد الدولي الخاص بالحقوق المدنية والسياسية أو العهد الدولي الخاص بالحقوق الاقتصادية والاجتماعية والثقافية. وتعترف الاتفاقية الأوروبية لحقوق الإنسان، في المادة 1 من البروتوكول الأول، بحق الأشخاص الطبيعيين والاعتباريين في «التمتع السلمي بممتلكاته»، رهناً بالمصلحة العامة أو ضمان دفع الضرائب.
إن فهم معنى الحق في التملك لا يتم بمعزل عن تطور المفهوم في السياق التاريخي للبشرية، فقد بدأت الملكية في التجمعات البشرية القديمة بدءً مِن القبيلة، فقد كانت الملكية هنا عبارة عن ملكية جماعية للقبيلة، ثم تطورت لتصبح في نطاق العائلة، ثم أصبحت الملكية في الصورة الفردية " أي الملكية الفردية\ الملكية الخاصة" ولم يكن المسار التطوري للملكية بشكل طبيعي وإنما في سياق صراعات وحروب، بين الأفراد داخل هذه المجتمعات، الدول. يُصنف الحق في الملكية سواء الفردية أو الجماعية وفق الحريات المدنية التي تتمثل بالحقوق المدنية والسياسية التي تنصها التشريعات والقوانين الدولية والإقليمية والقارية، وفي عرف المواثيق التي أنشأت للحفاظ على حق الملكية مثل الإعلان العالمي لحقوق الإنسان الذي صدر عام ١٩٤٨، فإن " حق الملكية هو حق مقدس طبقاً للقانون وحسب الضوابط والشروط في القانون الدولي العرفي والاتفاقي. ويعرف حق الملكية باعتباره جزءً مِن الحقوق العينية التي تنشأ باعتبارها صفة مستقلة بذاتها، أي انها لا ترتكز في وجودها إلى حقوق أخرى، وهذا النوع من الحقوق – الحق في الملكية- هو مِن أهم الحقوق العينية وذلك بسبب تخويله لصاحبه – المالك- السيطرة والاستغلال الكامل للشيء المملوك له، وذلك في نطاق التمتع والتصرف به وفق الحدود والقيود التي يفرضها القانون، بالإضافة إلى ذلك فإن حق الملكية يرتبط بنظام المجتمع الاقتصادي والاجتماعي والسياسي. وفيما يتعلق بملكية الأرض والقيود التي تفرض عليها، فإن فهم محاولات القانون الدولي حماية حقوق الملكية على الصعيد العالمي تتعرض لصدام مع القوانين المحلية وذلك  بسبب وجود تباينات في مُلكية الأراضي في كل دولة – جغرافيا- نتيجة التباينات التي تتنج بسبب الاختلاف الذي يرتبط في الأنظمة الدينية في كل منطقة ورؤيتها لحق الملكية، بالإضافة إلى تعرض بعض الدول إلى الاستعمار والتغيرات التي أحدثت نتيجة ذلك

## التعريف
يعد حق الملكية من أكثر الحقوق الإنسانية إثارةً للجدل من ناحية الوجود والتطبيق. يُعنى بالجدل القائم حول حق الملكية عدم إدراجه ضمن العهد الدولي الخاص بالحقوق المدنية والسياسية أو العهد الدولي الخاص بالحقوق الاقتصادية والاجتماعية والثقافية. يتركز الجدل حول أحقية من يحظى بحماية حقوق الملكية (البشر والشركات على سبيل المثال) ونوع الملكية التي المراد حمايتها (الملكية المستخدمة لغرض الاستهلاك أو الإنتاج) والأسباب التي تسمح بتقييد الملكية (على سبيل المثال، بسبب التشريعات أو الضرائب أو التأميم أو بغرض المصلحة العامة). في جميع صكوك حقوق الإنسان، توجد هناك قيود ضمنية أو علنية تتعلق بالممتلكات المحمية. تصون المادة 17 من الإعلان العالمي لحقوق الإنسان حق الملكية كالتالي:
«1) لكل شخص الحق في التملك سواء وحده أو مع آخرين.

  2) لا يجوز حرمان أحد من ملكيته تعسفًا». 
يتضمن قانون الملكية المعروف حاليًا إما من ملكية مملوكة فعلًا أو مُحاز عليها، أو من ممتلكات مكتسبة أو سيمتلكها شخص ما بوسائل قانونية. على النقيض من ذلك، تتبنى بعض المقترحات حقًا عالميًا للملكية الخاصة، بمعنى يُحِق لكل شخص أن يحصل فعليًا على قدر معين من الممتلكات، بالاستناد إلى حق المطالبة بموارد الأرض الطبيعية أو نظريات أخرى للعدالة.
وفيما يتعلق بحقوق الأرض في القانون المحلي، فإن هنالك مبدأين تستند إليهما معظم النظم القانونية الوطنية والمحلية فيما يتعلق بملكية الأرض. فيقوم المبدأ الأول على حق الملكية الخاصة، الذي يضمن حق التمتع في استخدام الأرض واستبعاد الغير وتقوم نظم ملكية الأرض في القوانين المحلية على الاعتراف بهذا المفهوم للملكية الخاصة من أجل تحقيق سيطرة حصرية على الملكية القانونية ترعاها الدولة. أما المبدأ الثاني وهو الأكثر شيوعاً الذي يقف وراء القوانين المحلية المرتبطة بنظم حكم الملكية السابقة، وهو ينص على أن كل الأراضي ملك الدولة، وبذلك فهو يرتبط بمبدأ أن الأرض لا تصبح في نطاق الملكية الخاصة إلا بمنحة من قبل الدولة. وإن العلاقة القائمة بين هذين المبدأين ترتبط بحتمية نشوء الصراع، ويتمثل هذا الصراع في نطاق القوانين المحلية في محاولة لتلاشي الجوانب السلبية الناتجة عن هذين المبدأين، إن لم يكن السعي نحو تغيرهما، وترجع أصول المبدأين في معظم الدول التي كانت خاضعة للاستعمار خلال الحقبة الاستعمارية
في ذات السياق، فإن الوظيفة الاجتماعية للملكية قد تجسدت في دساتير وقوانين بعض البلدان في افريقيا واسيا وأميركا اللاتينية خلال العقود الأخيرة. وذلك من اجل تجسيد مبدأ يحاول الموازنة بين الاعتراف بالحقوق الخاصة في الأراضي والقضايا المرتبطة بالمصلحة العامة، مثل: الإنصاف. في مثل هذه الحالات، يصبح لدى الدولة سلطة مصادرة الأراضي الخاصة طالما تقوم الأخيرة بدفع تعويض مناسب، وفي حالات أخرى يتم فرض حد أقصى على حجم الأرض التي تجوز حيازتها

### - أفريقيا
يضمن الميثاق الأفريقي لحقوق الإنسان والشعوب حق التملك بشكل صريح في المادة 14، إذ يقول:
«يجب ضمان حق الملكية. ولا يجب تجاوزه إلا في إطار ما يصب بالمصلحة العامة أو بما فيه خير على المجتمع وفق القوانين المناسبة». 
أغنت المادة 13 من الميثاق الأفريقي لحقوق الإنسان والشعوب حقوق الملكية، إذ أُكد على حق كل مواطن بالمشاركة الحرة في حكم بلده، والمساواة في حق استخدام الخدمات العامة وتأكيد الحق في استخدام الملكية والخدمات العامة من قبل جميع الأشخاص بالتساوي أمام القانون. تنظر المادة 12 من الميثاق الأفريقي لحقوق الإنسان والشعوب إلى حق جميع البشر بإنفاق ثروتهم ومواردهم الطبيعية وأنه يجب ممارسة هذا الحق ضمن إطار المصلحة الشخصية لهم، ولا يجب حرمانهم من هذا الحق. كما يرد في المادة 12 «من حق الناس استرداد ممتلكاتهم والحصول على تعويض في حال تعرضها للسلب والنهب».

### - الأمريكتان
خلال وضع الإعلان العالمي لحقوق الإنسان، ناقشت بلدان أخرى من الأمريكتين بمحدودية حماية الملكية الخاصة بما يكفي للعيش والاستمرار. لاقى هذا الاقتراح معارضة، إلا أنه أُكّد في الإعلان الأمريكي لحقوق وواجبات الإنسان، والذي نوقش وطُبق في نفس الوقت قبل سنة على الإعلان العالمي لحقوق الإنسان عام 1948. تنص المادة 23 من الإعلان على:
«يمتلك كل فرد الحرية في امتلاك ملكية خاصة بما يتماشى مع الاحتياجات الأساسية للعيش الكريم وما يساعد في الحفاظ على كرامة الفرد والمنزل». 
كثيرًا ما تأثر تعريف حق الملكية بالمفهوم الغربي حوله، إلا أنه وبسبب اختلاف حق الملكية بين مختلف الأنظمة القانونية، لم يمكن تحديد معايير عالمية تخص حق الملكية. تنظر صكوك حقوق الإنسان في كل من أوروبا وأفريقيا والأمريكتين إلى حق حماية الملكية بدرجات مختلفة.

تعترف الاتفاقية الأمريكية لحقوق الإنسان بحق حماية الملكية بما فيه الحق في الحصول على تعويض عادل. كما تحظر الإنفاقية الربا وغيرها من أشكال الاستغلال، وهو ما يميزه بين بقية صكوك حقوق الإنسان. تنص المادة رقم 21 على التالي:
حق الملكية:
1- لكل إنسان الحق في استعمال ملكه والتمتع به، ويمكن للقانون أن يخضع ذلك الاستعمال والتمتع لمصلحة المجتمع.
2- لا يجوز تجريد أحد من ملكه إلا بعد تعويض عادل له، ولأسباب تتعلق بالمنفعة العامة أو المصلحة الاجتماعية، وفي الحالات والأشكال التي يحددها القانون.

3- يحظر القانون الربا وأي شكل آخر من أشكال استغلال الإنسان للإنسان

### - أوروبا
بعد فشل محاولات إدخال حق حماية الملكية ضمن الاتفاقية الأوروبية لحقوق الإنسان، أكّدت الدول الأوروبية على الحق في حماية الملكية ضمن المادة 1 من البروتوكول الأول للاتفاقية الأوروبية لحقوق الإنسان بوصفه «حقًا في التمتع السلمي بالممتلكات»، إذ يُعرف حق حماية الملكية كالتالي:
«1) يحق لكل إنسان طبيعي أو قانوني التمتع السلمي بممتلكاته. لا يجب أن يُسلب أحد من ملكيته إلا بما يخدم المصلحة العامة وبما يخضع للشروط التي تقدمها المبادئ العامة للقانون الدولي.

2) لا تُعنى أي من الأحكام السابقة بأي شكل بإضعاف حق الدولة في تنفيذ القوانين الضرورية للسيطرة على استخدام الممتلكات بما يخدم المصلحة العامة أو لتأمين دفع الضرائب أو مساهمات أخرى أو العقوبات». 
وبذلك، ينص القانون الأوروبي لحقوق الإنسان على الحق في التمتع السلمي بالملكية، ويُخضع التجريد من الممتلكات إلى شروط محددة، ويرى إمكانية موازنة الدول بين حق التمتع السلمي بالملكية فوق المصلحة العامة. ترجمت المحكمة الأوروبية لحقوق الإنسان مفهوم «الممتلكات» ليتضمن أكثر من مجرد الملكية الملموسة، بل ليشمل المصالح الاقتصادية والعقود والاتفاقيات ذات القيمة الاقتصادية  ومطالبات التعويض أمام الحكومة والمطالب المتعلقة بالقانون العام مثل الرواتب التقاعدية. تُقرّ المحكمة الأوروبية لحقوق الإنسان بأن حق الملكية ليس مطلقًا، وأن الحكومات تمتلك درجة واسعة من حرية التصرف للحد من الحقوق. على هذا النحو، يُعتبر حق الملكية الأكثر مرونة بين بقية حقوق الإنسان الأخرى. أوضحت قضية هانديسايد ضد المملكة المتحدة» مدى حرية تصرف الحكومة، وهي قضية نظرت فيها المحكمة الأوروبية لحقوق الإنسان في عام 1976. تتضمن القضايا الملحوظة التي وجدت فيها المحكمة الأوروبية لحقوق الإنسان خرقًا في حق الملكية قضية «سبورونج ولونروث ضد السويد»، التي نُظر إليها عام 1982، حيث أبقى القانون السويدي الممتلكات تحت خطر مصادرة الملكية مدة طويلة من الزمن. مُنح أعلى تعويض اقتصادي بعد صدور حكم من محكمة ستراسبورغ في هذا الشأن بمبلغ قدره 13 مليون يورو فيما يخص قضية «بيلير ضد إيطاليا».

### - الاتفاقيات الدولية
أدت التحولات التي شهدها العالم إلى ازدياد التركيز على عالمية حقوق الإنسان فقد أصبحت جزءً أساسياً من القوانين الدولية، فقد تم توقيع أكثر من ١٠٠ معاهدة واتفاق دولي صادقت وقبلت بها معظم دول العالم. وقد شكلت هذه الاتفاقيات مع الإعلان العالمي لحقوق الإنسان المرجعية الدولية لحقوق الإنسان، التي تُعرف بدورها باعتبارها «منظومة العهود والاتفاقيات الدولية المتعلقة بحقوق الإنسان». ومع التحولات هذه انتقلت حقوق الإنسان من مجرد كونها شؤون داخلية للدول إلى جزء من القانون الدولي، وبذلك أصبحت حقوق الإنسان تعرف باعتبارها عالمية والدول المنضمة إلى الأمم المتحدة تُلزم نفسها بعالمية هذه الحقوق ومنها الإعلان العالمي لحقوق الإنسان الوارد في ميثاق الأمم المتحدة. وأنشأت الأمم المتحدة آليات رقابة لتنفيذ هذه الاتفاقيات والتأكد مِن أن الدول تقوم بتنفيذها. ويعد حق الملكية باعتباره جزءً من حقوق الإنسان مكفول بحماية دولية وقارية وإقليمية، مثله مثل سائر الحقوق والحريات المختلفة المصنفة ضمن الجيل الأول أو الثاني أو الثالث من الحقوق، وقد خصصت منظمة الأمم المتحدة مساحة هامة من أجل الاهتمام والانشغال بحقوق الإنسان والقضايا المرتبطة به في مختلف المستويات. وقد تجسد ذلك في ديباجية ميثاق الأمم المتحدة التي بدأت بالإشارة إلى «الشعوب» التي سوف تنقذ «الأجيال المقبلة من ويلات الحرب» مع التأكيد على ايمان  هذه الشعوب «بالحقوق الأساسية للإنسان، وبكرامة الفرد وقدره وبما للرجال والنساء والأمم كبيرها وصغيرها من حقوق متساوية».
واستكمالاً لذلك فإن حق الملكية هو أيضًا ضمن الاتفاقية الدولية للقضاء على جميع أشكال التمييز العنصري، وقد نصت في مادتها الخامسة على حق الجميع في المساواة أمام القانون دون التمييز على أساس العرق أو اللون أو الأصل العرقي أو القومي، بما يتضمن الحق لكل شخص في التملك سواء وحده أو مع آخرين، إضافةً إلى حق التوريث. عرف حق الملكية أيضًا ضمن اتفاقية القضاء على جميع أشكال التمييز ضد المرأة في مادتها رقم 16، التي تنص على تساوي الحقوق بين كلا الزوجين في ملكية الممتلكات وحيازتها وإدارتها والتمتع والتصرف بها، والمادة رقم 15 والتي تنص على حق المرأة في إبرام العقود.
أُكد على حق الملكية في الاتفاقية الخاصة بوضع اللاجئين والاتفاقية الدولية لحماية حقوق جميع العمال المهاجرين وأفراد أسرهم. لا تقدم هذه الصكوك الدولية لحقوق الإنسان حقًا منفصلًا للملكية، إلا أنها تحظر التمييز فيما يتعلق بحقوق الملكية إذ إنها تضمن هذه الحقوق.